# آلفرد هرشی
آلفرد هرشی (انگلیسی: Alfred Hershey؛ زاده ۴ دسامبر ۱۹۰۸ – درگذشته ۲۲ مهٔ ۱۹۹۷) یک دانشمند در زمینه باکتری‌شناسی و ژنتیک اهل ایالات متحده آمریکا بود.
وی همچنین برنده جوایزی همچون جایزه نوبل فیزیولوژی و پزشکی شده است.